# Poa subfastigiata
Poa subfastigiata là một loài thực vật có hoa trong họ Hòa thảo. Loài này được Trin. ex Ledeb. miêu tả khoa học đầu tiên năm 1829.